# Lützow-Kaserne (Aachen)
Die Lützow-Kaserne ist eine von drei Kasernen im Stadtgebiet Aachen (Nordrhein-Westfalen). Sie beherbergt einen Teil der Technischen Schule des Heeres (TSH). Die anderen Teile der TSH sind in der Dr.-Leo-Löwenstein-Kaserne, der Theodor-Körner-Kaserne und der Donnerberg-Kaserne in Eschweiler stationiert.

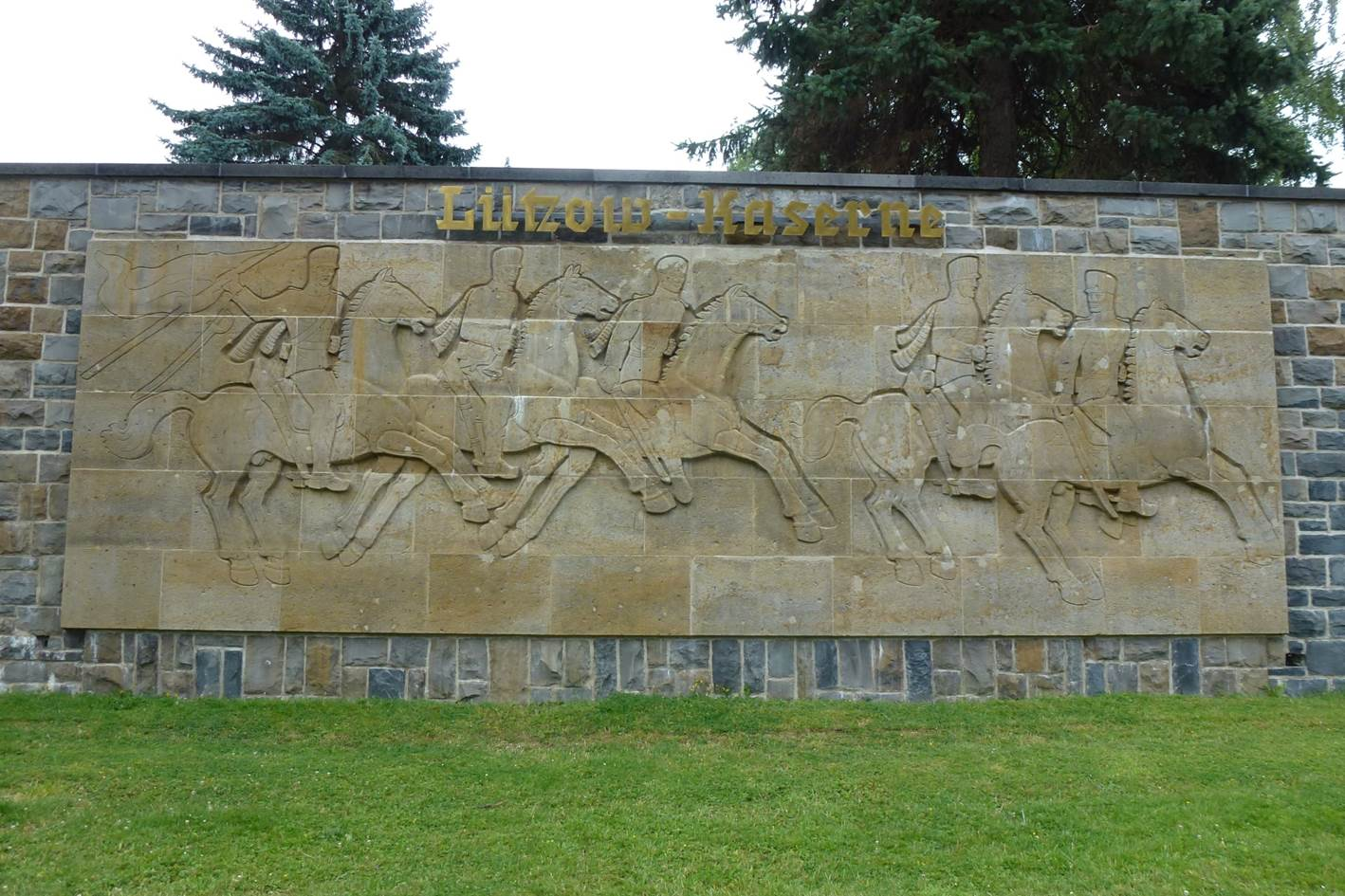
Sandsteinrelief „Fünf reitende Lützower Jäger“ von Carl Moritz Schreiner im Eingangsbereich

Die Lützow-Kaserne steht im Ortsteil Aachen-Forst an der Trierer Straße nahe der Anschlussstelle Aachen-Brand der A 44. Der nächste Bahnhof ist Aachen-Rothe Erde.

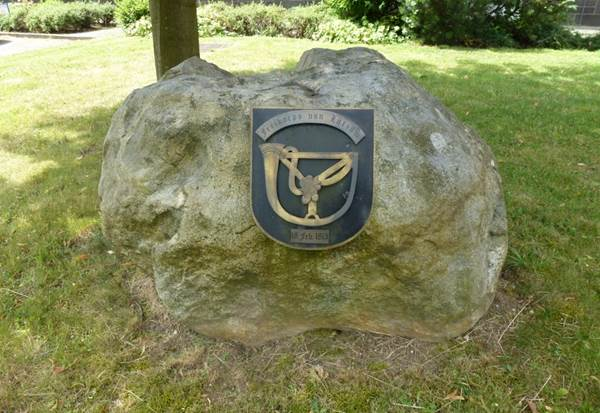
Denkmal an den Namenspatron im Eingangsbereich der Lützow-Kaserne Aachen (innen)

Die im Jahr 1939 auf dem ehemaligen Exerzierplatz an der Trierer Straße in Krummerück im Zuge der Remilitarisierung des Rheinlands fertiggestellte Kasernenanlage erhielt ihren Namen nach dem Führer des ehemaligen Freiwilligen Jägerkorps, Major – später preußischen Generalmajor – Ludwig Adolf Wilhelm von Lützow (1782–1834), der durch sein Lützowsches Freikorps im Jahre 1813 Symbolfigur für deutschen Freiheitswillen (Befreiungskriege gegen Napoleon I.) wurde. Viele bedeutende Männer fanden sich im „Lützowschen Freikorps“ zusammen, unter ihnen der Dichter Theodor Körner und der „Turnvater“ Jahn.
Hinter der Kaserneneinfahrt erinnert auch heute noch ein Gedenkstein und eine prächtige Blutbuche an den Namenspatron.
Am 23. April 1939 zogen der Regimentsstab und das I. Bataillon des Infanterie-Regiments 78 in die Kasernenanlage ein. Dieses Regiment kämpfte im Zweiten Weltkrieg im Osten im Verband der 26. Infanterie-Division; 1944 wurde es mit dieser Division bei der Ardennenoffensive – auch in der Schlacht um Bastogne – eingesetzt.
Während des Zweiten Weltkriegs war die Lützow-Kaserne von Ersatztruppenteilen belegt, zeitweilig auch von Heerestruppen. Nach Einnahme Aachens durch die I. US-Armee (Kapitulation Aachens am 21. Oktober 1944), wurde die Kasernenanlage Notunterkunft für ausgebombte Einwohner Aachens und amerikanisches Internierungslager („Refugee-Camp“). Danach diente sie kurzfristig als Unterkunft für amerikanische und englische Besatzungstruppen.
Im Mai 1946 übernahmen das belgische 8. Artillerie-Bataillon (später 23. Artillerie-Bataillon) und das belgische 6. Artillerie-Bataillon (später 20. Artillerie-Bataillon) die Kaserne. Die belgischen Besatzungstruppen gaben der Anlage den Namen „Tabora-Kazerne“ zur Erinnerung an die Stadt Tabora im ehemaligen Deutsch-Ostafrika (Tansania), wo sie während des Ersten Weltkrieges im Kampf gegen deutsche Truppen des Generals von Lettow-Vorbeck gestanden hatten.
Die belgischen Stationierungsstreitkräfte räumten die Kasernenanlage am 15. Juli 1961; nur die belgische Fernmeldezentrale blieb bis 1978.
Nach Renovierung der Kasernengebäude zogen Anfang Januar 1962 Bundeswehrtruppenteile ein. Zu ihnen gehörten die Lehrgruppe C der Technischen Truppenschule (Heer), Sonthofen, und der Kader des Versorgungsbataillons (Lenkflugkörper) 360.
Die Lehrgruppe C wurde im Juni 1964 in Lehrgruppe D umbenannt. Sie schied am 1. Oktober 1968 aus der nunmehr mit Schule der Technischen Truppe III bezeichneten Truppenschule aus und verlegte am 4. Januar 1965 zum Lager Donnerberg, wo sie den Lehrstab B der Raketenschule (Heer) bildete.
Am 1. Juli 1964 verlegte die Schule der Technischen Truppe III. nach und nach von ihrem bisherigen Standort Sonthofen nach Aachen und bezog mit Teilen auch die Lützow-Kaserne.
Die moderne technische Infrastruktur und die Sportanlage „Berlin“ im Norden der Kaserne wurden Ende der 1980er Jahre an die Truppe übergeben und in die Nutzung genommen.
Große Teile der ursprünglichen Unterkunfts- und Stabsgebäude stehen heute unter Denkmal-(Ensemble-) schutz und werden aufwändig renoviert. Derzeit (Dezember 2015) wird für die weiteren Planungen ein sogenanntes Ausbaukonzept erstellt, da der Investitionsbedarf vermutlich deutlich über 25 Millionen Euro beträgt.
Nach mehreren Strukturreformen beherbergt die Kasernenanlage folgende Dienststellen:
- Kommandeur Technische Schule des Heeres (TSH), gleichzeitig General der Heereslogistiktruppen
- Standortältester Aachen (StOÄ AC)
- TSH Stab
- TSH Bereich Unterstützung
- TSH Bereich Technik Logistik
- TSH Bereich Lehre und Ausbildung
- TSH Lehrgruppe B mit V., VI. und VII.Inspektion
- Ausbildungswerkstatt Heer
- Teile Bundeswehrdienstleistungszentrum Aachen (BwDLZ AC)
- Katholisches Militärpfarramt Aachen
- Karriereberatungsbüro Aachen